# Katerina Zakchaiou
Katerina Zakchaiou (grekiska: Κατερίνα Ζακχαίου), född 26 juli 1998 i Limassol, Cypern, är en volleybollspelare (vänsterspiker).
Zakchaiou började spela volleyboll i Apollon Limassol i hemstaden. Med dem vann hon nationella titlar på juniornivå. Hon debuterade i A' katīgoria, den högsta serien på Cypern, säsongen 2013-14, och blev cypriotisk mästare, cypriotiska cupen och cypriotiska supercupen tre år i rad. Hon värvades efter detta av Pannaxiakos AON från Grekland Med dem nådde hon första året final i både grekiska mästerskapet och grekiska cupen innan hon gick över till Olympiakos SFP (laget som slagit dem i de bägge finalerna). Med dem vann hon grekiska mästerskapet tre gånger, grekiska cupen två gånger samt även CEV Challenge Cup 2017–2018, men tvingades även till ett längre uppehåll p.g.a. att hon skadade främre korsbandet i höger knä.
Zakchaiou lämnade 2020 Grekland för Italien och klubben Cuneo Granda Volley. Säsongen efter gick hon över till Unione Sportiva Pro Victoria Pallavolo Monza Säsongen 2022/2023 spelade hon med UYBA Volley. Sedan 2023 har hon spelat med Chieri '76 Volleyball med vilka hon vann CEV Cup 2023–2024.
Zakchaiou har spelat med Cyperns landslag sedan 2013. Med dem har hon vunnit både EM för små nationer och spelen för små stater i Europa.